# Parc Natural Regional del Bosc Orient
Parc Natural Regional del Bosc Orient (francès: Parc naturel régional de la Forêt d'Orient) és una àrea protegida de boscos i llacs en la regió Xampanya-Ardenes de França. Cobreix una àrea total de 70.000 hectàrees (170.000 acres) El parc comprén el gran Reserva de Naturalesa Nacional del Bosc Oriental així com tres llacs fets per l'home: Lac d'Orient, Lac du Temple, i Lac Amance. L'àrea va ser oficialment designada com a parc natural regional el 1970.

## Comunes que comprén
El parc inclou les següents comunes:
- Amance • Argançon • Assencières
- Blaincourt-sur-Aube • Bossancourt • Bouranton • Brévonnes • Briel-sur-Barse • Brienne-la-Vieille • Brienne-le-Château
- Champ-sur-Barse • Chauffour-lès-Bailly • Courteranges
- Dienville • Dolancourt • Dosches
- Épagne
- Géraudot
- Jessains • Juvanzé
- Lassicourt • Laubressel • Lesmont • La Llotja-aux-Chèvres • Lusigny-sur-Barse • Luyères
- Magny-Fouchard • Maison-des-Champs • Maizières-lès-Brienne • Mathaux • Mesnil-Sant-Père • Mesnil-Sellières • Molins-sur-Aube • Montiéramey • Montreuil-sur-Barse
- Onjon
- Pel-et-Der • Piney • Précy-Notre-Dame • Précy-Sant-Martin • Puits-et-Nuisement
- Radonvilliers • Rosnay-l'Hôpital • La Rothière • Rouilly-Sacey
- Sant-Christophe-Dodinicourt • Sant-Léger-sous-Brienne
- Thennelières • Trannes
- Unienville
- Val-d'Auzon • Vauchonvilliers • Vendeuvre-sur-Barse • Villemoyenne

## Llacs
El tres llacs fets per l'home ofereixen esport i activitats de lleure per visitants. El llac més gran, Lac d'Orient, cobreix 2.500 hectàrees (6.200 acres) i inclou dos marines i tres platges de sorra.

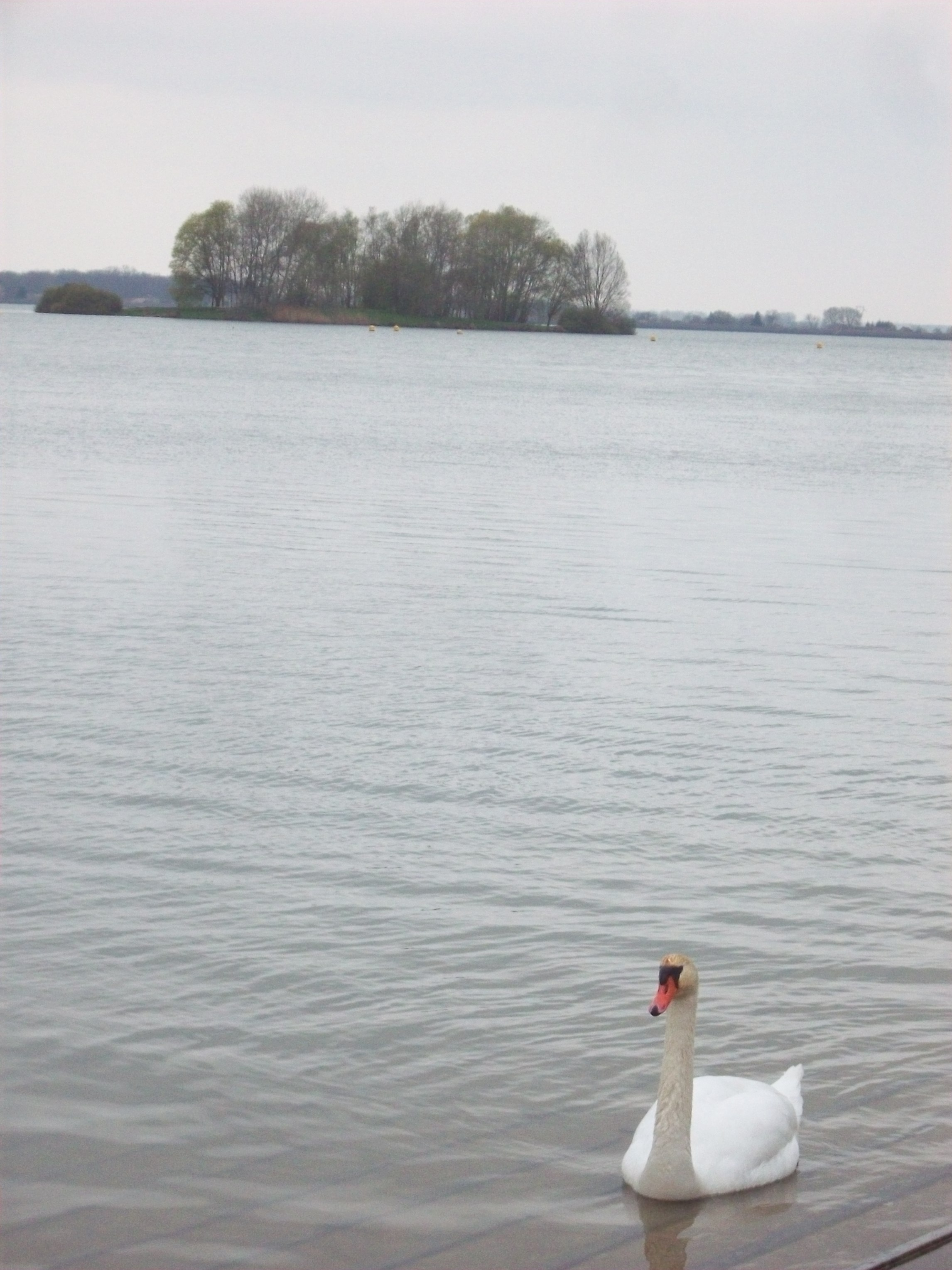
Lac Amance
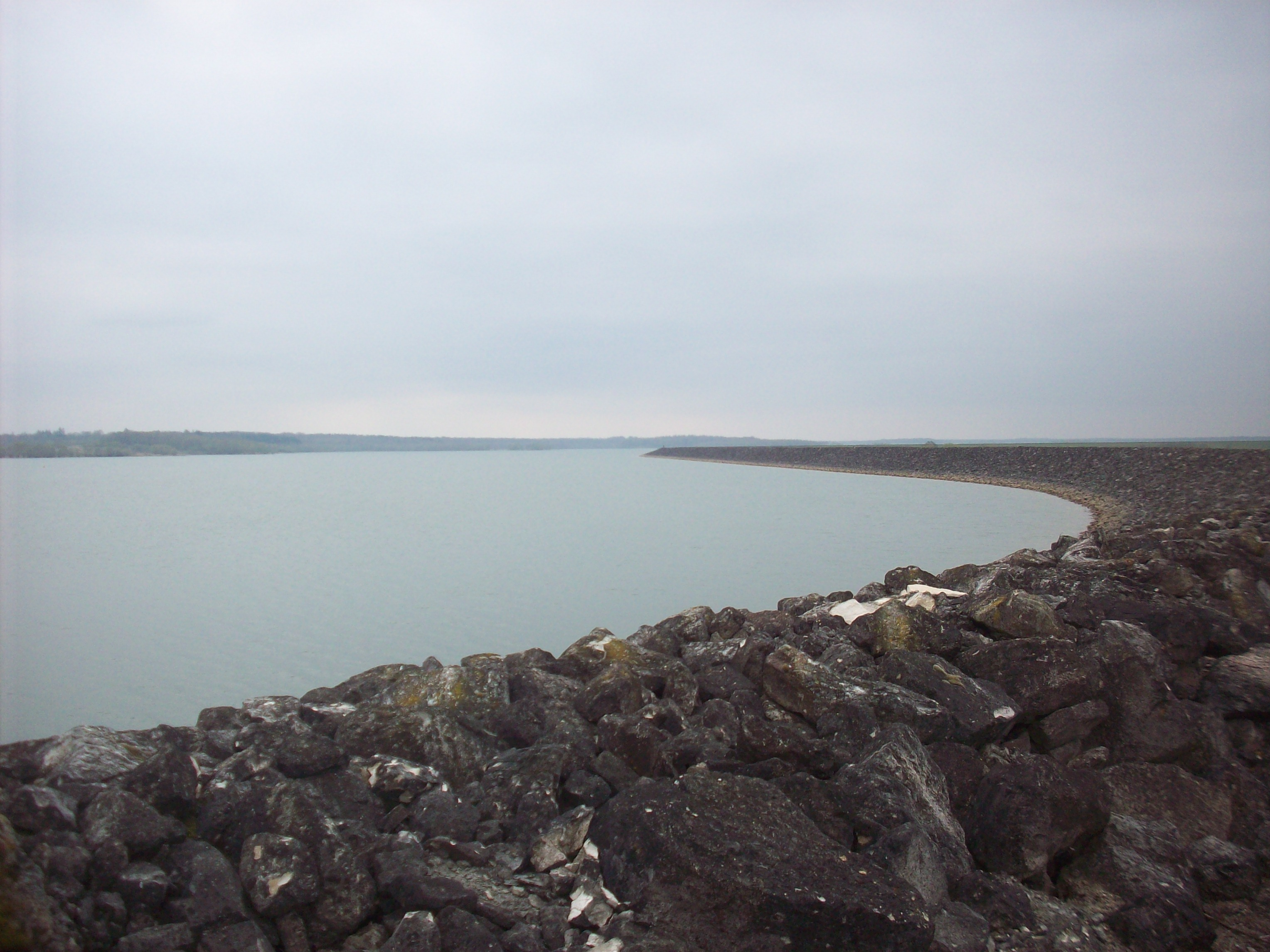
Lac du Temple
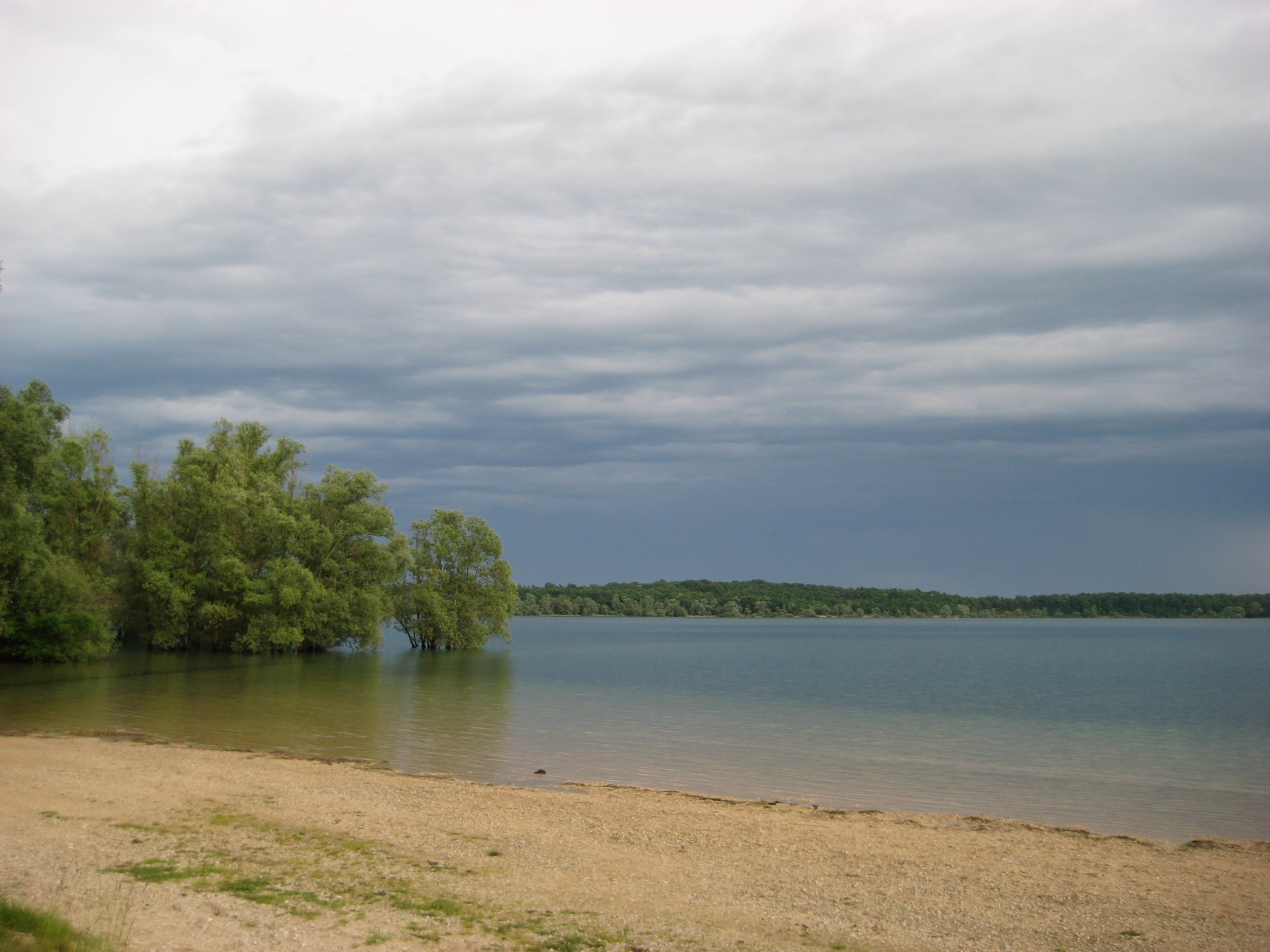
Lac d'Orientar